# Miocorvus larteti
Miocorvus larteti — викопний вид горобцеподібних птахів родини воронових (Corvidae), що існував у пізньому міоцені в Європі. Рештки птаха знайдені у муніципалітеті Сансан на півдні Франції. Виявлено фрагменти кісток ніг, плечей та крил, що належали 21 птаху. Птах сягав до 35 см завдовжки.

## Етимологія
лат. Mio від дав.-гр. μείων — «менший», хоча Ламбрехт мав на увазі просту асоціацію з міоценом; Corvus — назва роду птахів. Видовим епітетом вшановується французький палеонтолог Едвард Ларте (фр. Édouard Lartet).